# Jean-Marc Rozon
Jean-Marc Rozon (ur. 27 września 1961 w Sherbrooke) – kanadyjski narciarz, specjalista narciarstwa dowolnego. Zajął pierwsze miejsce w skokach akrobatycznych na igrzyskach olimpijskich w Calgary, jednak narciarstwo dowolne było wtedy tylko sportem pokazowym. Nie startował na żadnych mistrzostwach świata. Najlepsze wyniki w Pucharze Świata osiągnął w sezonach 1986/1987 i 1987/1988, kiedy to zajmował 7. miejsce w klasyfikacji generalnej, a w klasyfikacji skoków akrobatycznych zdobywał małą kryształową kulę.
W 1991 r. zakończył karierę.

## Osiągnięcia

### Miejsca w klasyfikacji generalnej
- sezon 1979/1980: 41.
- sezon 1980/1981: 25.
- sezon 1981/1982: 24.
- sezon 1982/1983: 41.
- sezon 1986/1987: 7.
- sezon 1987/1988: 7.
- sezon 1988/1989: 80.
- sezon 1989/1990: 28.
- sezon 1990/1991: 62.

### Miejsca na podium
1. Livigno – 18 stycznia 1981 (Skoki akrobatyczne) – 2. miejsce
2. Tignes – 24 stycznia 1981 (Skoki akrobatyczne) – 2. miejsce
3. Whistler Blackcomb – 10 stycznia 1982 (Skoki akrobatyczne) – 1. miejsce
4. Adelboden – 7 marca 1982 (Skoki akrobatyczne) – 2. miejsce
5. Livigno – 12 marca 1982 (Skoki akrobatyczne) – 2. miejsce
6. Angel Fire – 19 marca 1983 (Skoki akrobatyczne) – 2. miejsce
7. Angel Fire – 19 marca 1983 (Skoki akrobatyczne) – 2. miejsce
8. Lake Placid – 17 stycznia 1987 (Skoki akrobatyczne) – 1. miejsce
9. Breckenridge – 24 stycznia 1987 (Skoki akrobatyczne) – 2. miejsce
10. Calgary – 1 lutego 1987 (Skoki akrobatyczne) – 1. miejsce
11. Mariazell – 22 lutego 1987 (Skoki akrobatyczne) – 1. miejsce
12. Voss – 1 marca 1987 (Skoki akrobatyczne) – 2. miejsce
13. Oberjoch – 8 marca 1987 (Skoki akrobatyczne) – 1. miejsce
14. La Clusaz – 27 marca 1987 (Skoki akrobatyczne) – 1. miejsce
15. Mont Gabriel – 10 stycznia 1988 (Skoki akrobatyczne) – 1. miejsce
16. Lake Placid – 17 stycznia 1988 (Skoki akrobatyczne) – 1. miejsce
17. Inawashiro – 31 stycznia 1988 (Skoki akrobatyczne) – 3. miejsce
18. Oberjoch – 6 marca 1988 (Skoki akrobatyczne) – 3. miejsce
19. La Clusaz – 12 marca 1988 (Skoki akrobatyczne) – 1. miejsce
20. La Clusaz – 13 marca 1988 (Skoki akrobatyczne) – 1. miejsce
21. Hasliberg – 20 marca 1988 (Skoki akrobatyczne) – 1. miejsce
22. La Clusaz – 11 lutego 1989 (Skoki akrobatyczne) – 1. miejsce
23. La Plagne – 17 grudnia 1989 (Skoki akrobatyczne) – 2. miejsce
24. Breckenridge – 21 stycznia 1990 (Skoki akrobatyczne) – 1. miejsce
25. Mont Gabriel – 3 lutego 1991 (Skoki akrobatyczne) – 3. miejsce

- W sumie 13 zwycięstw, 9 drugich i 3 trzecie miejsce.